# Орта, Андре
Андре́ Фили́пе да Луш О́рта (порт. André Filipe da Luz Horta; род. 7 ноября 1996, Алмада, Португалия) — португальский футболист, полузащитник клуба «Брага», выступающий на правах аренды за греческий «Олимпиакос».
Старший брат Андре — Рикарду, также профессиональный футболист.

## Клубная карьера
Орта — воспитанник клубов «Бенфика» и «Витория Сетубал». 12 декабря 2014 года в матче против «Боавишты» он дебютировал в Сангриш-лиге в составе последней. 5 декабря 2015 года в поединке против «Белененсеша» Андре забил свой первый гол за «Виторию». Летом 2016 года Орта вернулся в «Бенфику» подписав контракт на пять лет. Сумма трансфера составила 400 тыс. евро. 7 августа в поединке за Суперкубок Португалии против «Браги» Андре дебютировал за «орлов». 13 августа в матче против «Тонделы» он забил свой первый гол за «Бенфику». 13 сентября в поединке против турецкого «Бешикташа» Орта дебютировал в Лиге чемпионов. В своём дебютном сезоне он стал чемпионом Португалии.
Летом 2017 года Орта на правах аренды перешёл в «Брагу», воссоединившись со своим братом. 24 сентября в матче против «Тонделы» он дебютировал за новую команду. 3 января 2018 года в поединке против «Боавишты» Андре забил свой первый гол за «Брагу».
27 марта 2018 года было объявлено о переходе Орты в американский ФК «Лос-Анджелес». Сделка вступила в силу 10 июля 2018 года после открытия летнего трансферного окна в Европе. В MLS он дебютировал 26 июля в дерби против «Лос-Анджелес Гэлакси», выйдя на замену в концовке встречи.
10 июня 2019 года Орта вернулся в «Брагу». По сведениям The Athletic сумма трансфера составила $2,75 млн и 50 % от стоимости его последующей продажи.

## Достижения
Командные
«Бенфика»
- Чемпион Португалии: 2016/17
- Обладатель Кубка Португалии: 2016/17
- Обладатель Суперкубка Португалии: 2016

«Лос-Анджелес»
- Победитель регулярного чемпионата MLS: 2019

«Брага»
- Обладатель Кубка Португалии: 2020/21
- Обладатель Кубка португальской лиги: 2019/20